# 37 mm Mle 1916 TRP
Il Canon d'Infanterie de 37 mm Modèle 1916 TRP fu un'arma d'accompagnamento francese sviluppata per l'impiego in trincea durante la prima guerra mondiale. La denominazione indica il calibro in millimetri ed il modello secondo l'anno di introduzione, il 1916; la sigla TRP sta per tir rapide, Puteaux, ovvero riporta il tipo di funzionamento a tiro rapido e l'arsenale di produzione di Puteaux, nella regione francese dell'Île-de-France.

## Storia

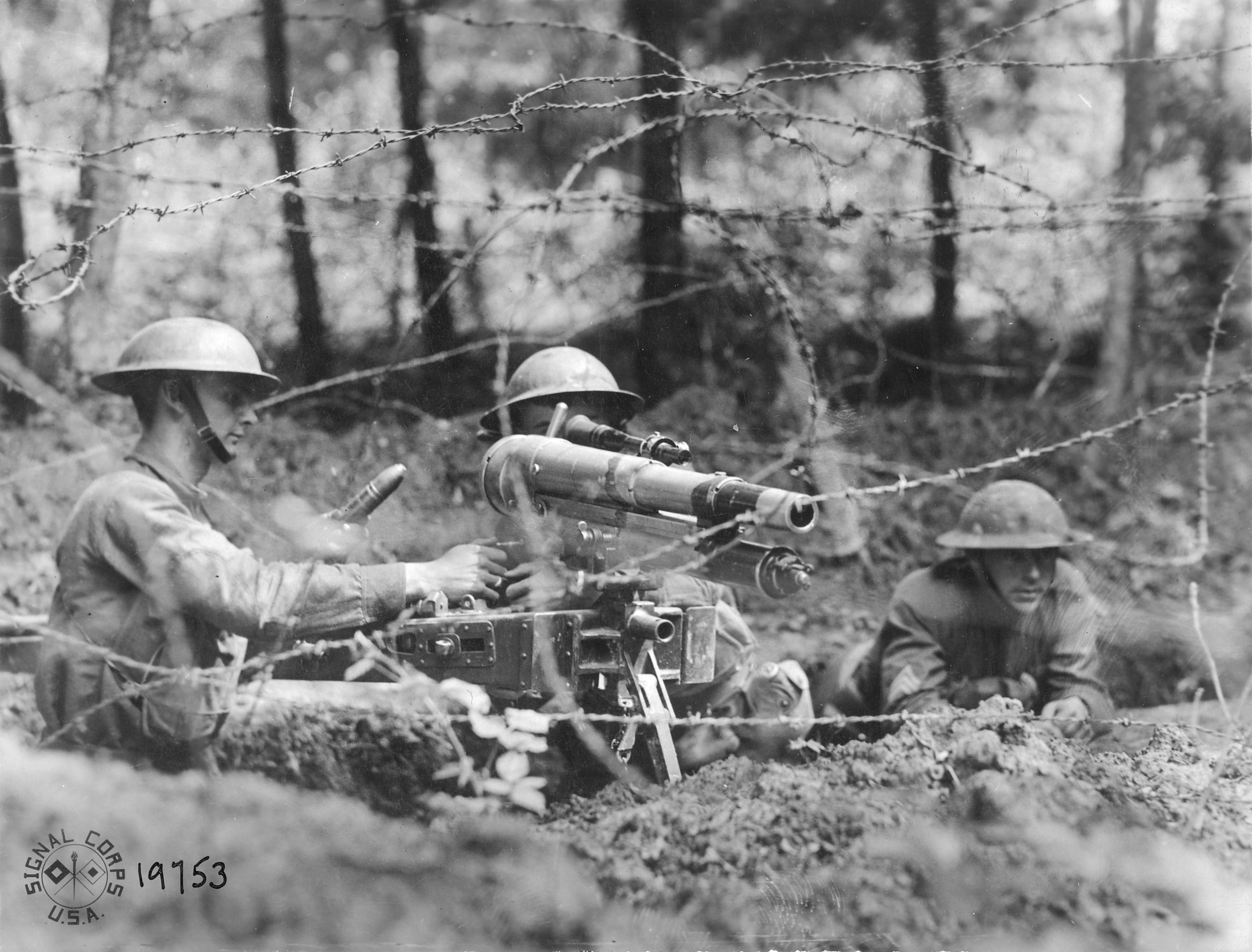
Soldati statunitensi con 37 Mle 1916 TRP in posizione di tiro sul parapetto di una trincea, giugno 1918, fronte occidentale.

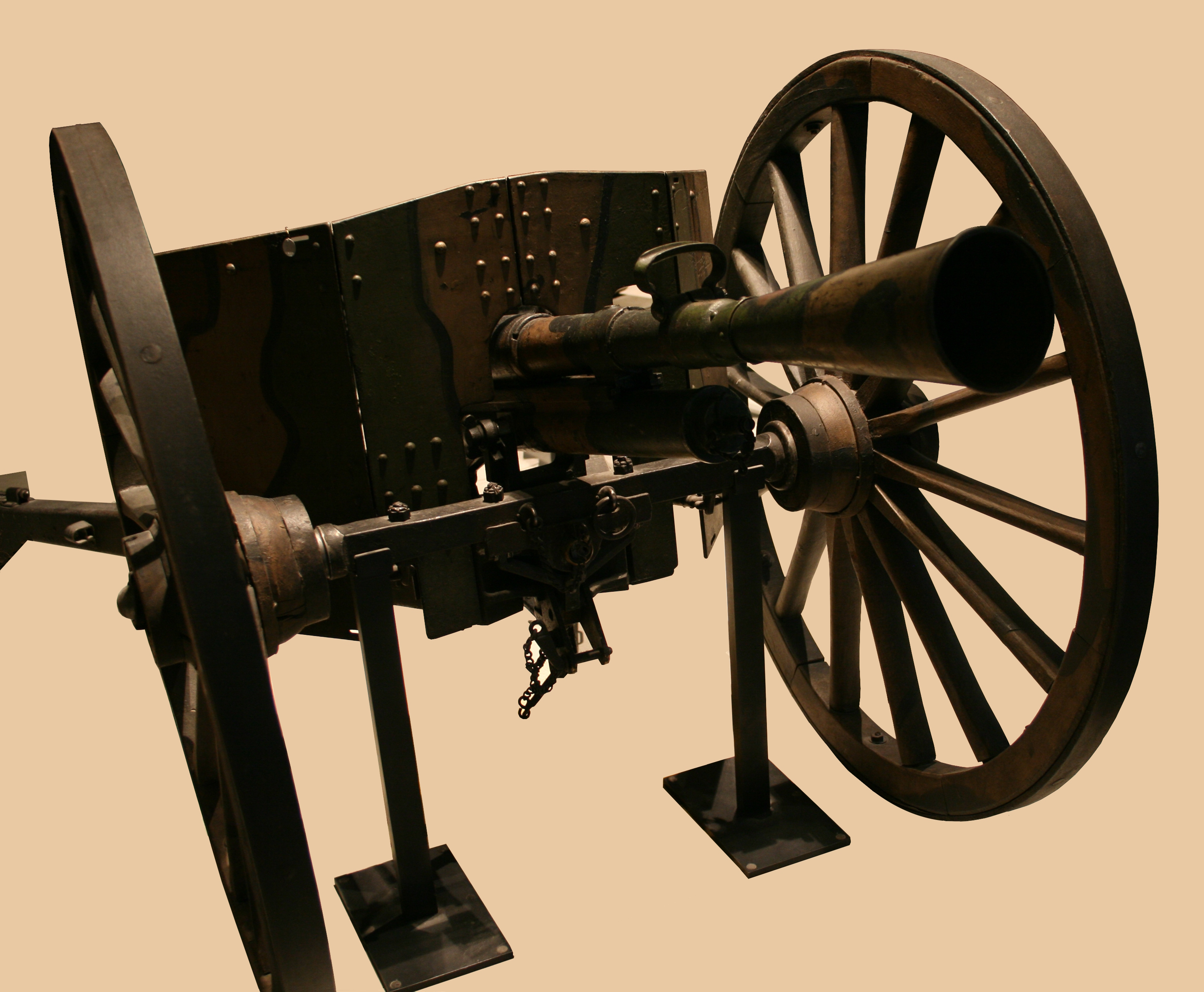
37 mm TRP Mle 1916, Musée de l'Armée (Parigi).

Pensato per l'appoggio diretto alla fanteria nelle trincee della Grande Guerra, l'obiettivo primario di questo pezzo era la distruzione dei nidi di mitragliatrici, imitando l'efficacia del  3,7 cm Infanteriegeschütz M.15, prodotto dal 1915, dalla Škoda per l'Imperial regio Esercito austro-ungarico. Pure destando perplessità per il calibro ritenuto eccessivamente piccolo, nelle ultime fasi della guerra, caratterizzate da un maggiore dinamismo, si dimostrò, per la sua maneggevolezza e leggerezza, superiore al mortaio. Venne installato anche sugli aerei da caccia francesi SPAD S.XII, Salmson-Moineau S.M.1 e Beardmore W.B.V. Presso il Regio Esercito italiano venne assegnato, durante la guerra, ai gruppi di artiglieria da montagna, mentre non fu ritenuto soddisfacente nell'assegnazione diretta ai battaglioni di fanteria prevista dall'ordinamento del 1928. Nella prima guerra mondiale fu acquisito anche dall'US Army, mentre negli anni successivi fu acquistato dalla Polonia ed ispirò il Type 11 giapponese.
Nell'Armée de terre rimase in servizio fino al 1940, quando venne sostituito dal Hotchkiss 25 mm Mle. 1934. Dopo la sconfitta della Francia, i pezzi caduti nelle mani della Wehrmacht furono ridenominati 3.7 cm IG 152(f).
Un numero imprecisato di essi si venne catturato dal Regio Esercito in Francia, Grecia e Jugoslavia durante la Seconda Guerra Mondiale.

## Tecnica

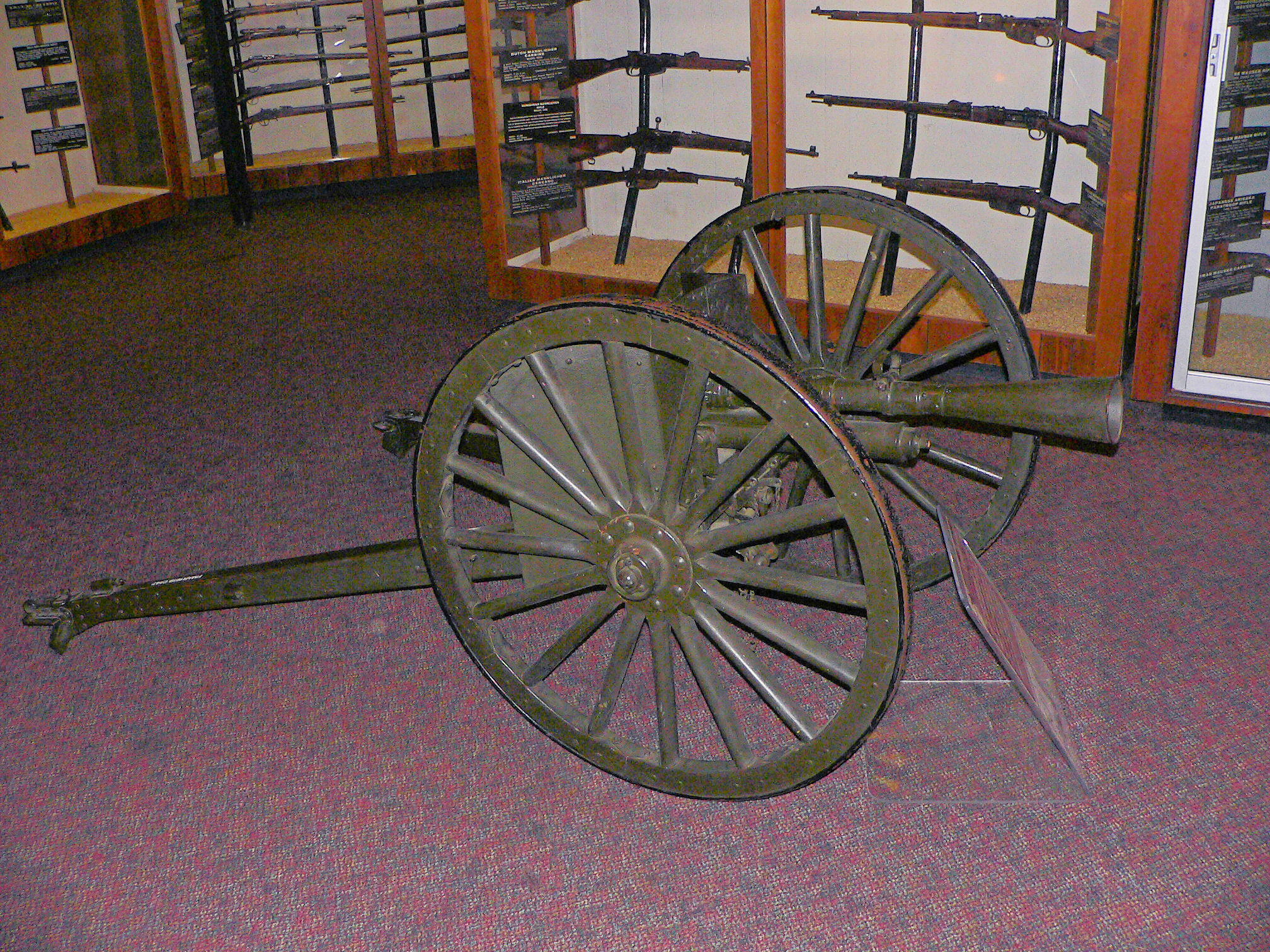
Pezzo in configurazione di traino con ruote installate.

Si tratta di un cannone  con canna in acciaio a 12 righe sinistrorse ed affusto a deformazione. L'affusto, anch'esso in acciaio, era costituito da una coda a due cosce divaricabili e montava due ruote per il traino (animale o a mano) e la scudatura per la protezione dei serventi. Rimuovendo le ruote, il pezzo poteva essere messo in batteria sulle due cosce della coda e su un terzo piede posto sotto all'affusto. Per il someggio o il trasporto a spalla era divisibile in tre carichi. Gli organi di mira erano costituiti da un mirino telescopico "APX" rimovibile.
I francesi utilizzarono due tipi di munizioni a cartoccio-proietto: un proiettile in acciaio pieno da 0,56 kg, rivelatosi poco efficace, ed una granata ad alto esplosivo (HE) da 0,45 kg. Gli americani impiegarono la granata Mark II da 0,67 kg, caricata con 27,2 grammi di TNT, mentre gli italiani la Cartoccio Granata "Rimbalzante" da 0,67 kg con spoletta a percussione.
Gli addetti al pezzo erano sette: un sottufficiale capopezzo, un puntatore/tiratore, un caricatore, tre portamunizioni ed un conducente del cassone portamunizioni con 192 proiettili in cofani da 16 colpi ciascuno.